# Max Johann Sigismund Schultze
Pour les articles homonymes, voir Schultze.
Max Johann Sigismund Schultze (25 mars 1825 – 16 janvier 1874 à Bonn) est un  biologiste allemand spécialisé dans l'étude de l'anatomie des micro-organismes. Il est plus particulièrement connu pour ses travaux sur la théorie cellulaire. Il a synthétisé les travaux de Félix Dujardin (1801-1860) et ceux de Hugo von Mohl (1805-1872) au sein d'une théorie définissant le Protoplasme comme élément fondamental de la cellule. Il a avec son travail fait avancer la méthode de la recherche scientifique.

## Biographie
Alors que son père est médecin et professeur d'anatomie et de physiologie à Fribourg puis à Greifswald à partir de 1830, il commence ses études de médecine en 1845 à l’université de Greifswald où il suit notamment les cours de Johannes Peter Müller (1801-1858). Après un emploi à l'institut de Greiswald, il travaille à l'université Martin-Luther de Halle-Wittemberg et l'université de Bonn à partir de 1854.
En 1865, il participe entre autres aux éditions de la revue Archiv für mikroskopische Anatomie.

## Liste partielle des publications
- Beiträge zur Naturgeschichte der Turbellarien (1851)
- Uber den Organismus der Polythalamien (1854)
- Beiträge zur Kenntnis der Landplanarien (1857)
- Zur Kenntnis der elektrischen Organe der Fische (1858)
- Ein heizbarer Objecttisch und seine Verwendung bei Untersuchungen des Blutes[2] (1865, dans lequel on trouve la première descriptions des Thrombocyte)
- Zur Anatomie und Physiologie der Retina (1866)